# Albert Göring
Albert Günther Göring (9. března 1895 Friedenau – 20. prosince 1966 Mnichov) byl německý strojařský odborník, obchodník a zachránce Židů za druhé světové války. Byl synem diplomata Heinricha Göringa a mladším bratrem Hermanna Göringa.

## Působení
Studoval na Technické univerzitě v Mnichově, kde získal diplom strojního inženýra.
Díky svému statusu mohl během nacistické vlády i po vypuknutí druhé světové války pomáhat přežívat či uprchnout lidem ohroženým režimem, často Židům. Mimo jiné se zasadil za židovskou manželku skladatele populárních operet Franze Lehára.
Po určitou dobu působil Albert Göring také jako exportní ředitel ve firmě Škoda v Plzni a i zde pomáhal pronásledovaným. Göring byl sice v Československu souzen pro podezření z válečných zločinů, ale na základě příznivých výpovědí občanů z Plzně a jeho spisu u gestapa byl v březnu 1947 osvobozen.

## Soukromý život
Obě jeho manželství s německými šlechtičnami skončila rozvodem, druhá manželka zemřela krátce po rozvodu v roce 1939. V roce 1942 se oženil s českou královnou krásy Mílou Klazarovou, se kterou měl svou jedinou dceru Elisabeth.
Po svém soudním procesu žil s rodinou krátkou dobu v Salcburku. Vzhledem k jeho nevěře se s ním Klazarová v roce 1948 rozvedla a v roce 1951 odešla s dcerou do Peru. Stigma jeho jména mu znesnadňovalo další život v poválečném Německu, takže byl většinou nezaměstnaný a zemřel v chudobě.